# Antoni Gisbert i Pérez

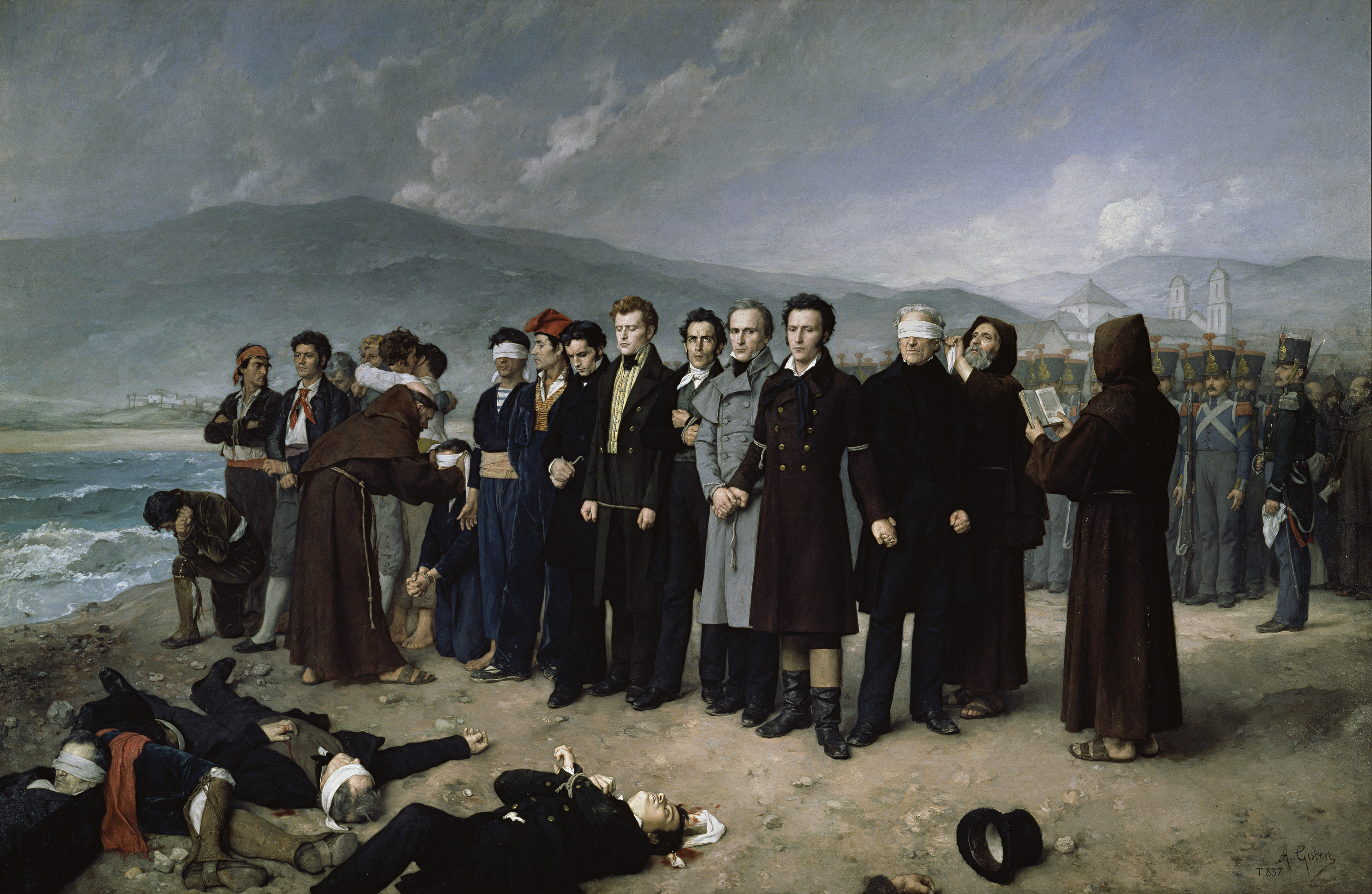
Afusellament de Torrijos i els seus companys, obra d’Antonio Pérez

Antonio Gisbert Pérez (Alcoi, 19 de desembre de 1834 - París, 26 de novembre de 1901) fou un pintor alcoià de temàtica històrica, en l'època de transició entre el romanticisme i el realisme. Representa una tendència pictòrica de la segona meitat del segle xix: la pintura de grans esdeveniments en relació amb la història de cada país. És la pintura d'història o realisme retrospectiu, que pretén representar amb realisme fets del passat històric nacional.
Va estudiar en la Real Academia de Bellas Artes de San Fernando a Madrid sota la tutela de José de Madrazo y Agudo i de Federico de Madrazo y Küntz i obtingué posteriorment una pensió per a continuar els seus estudis a Roma, on va romandre un lustre (1855-1860). A Espanya representa els ideals liberals. Primer director del Museu del Prado des de 1868, càrrec que va ocupar fins a l'abdicació d'Amadeu de Savoia, en 1873 es trasllada definitivament exiliat a París on mor anys més tard.

## Obres

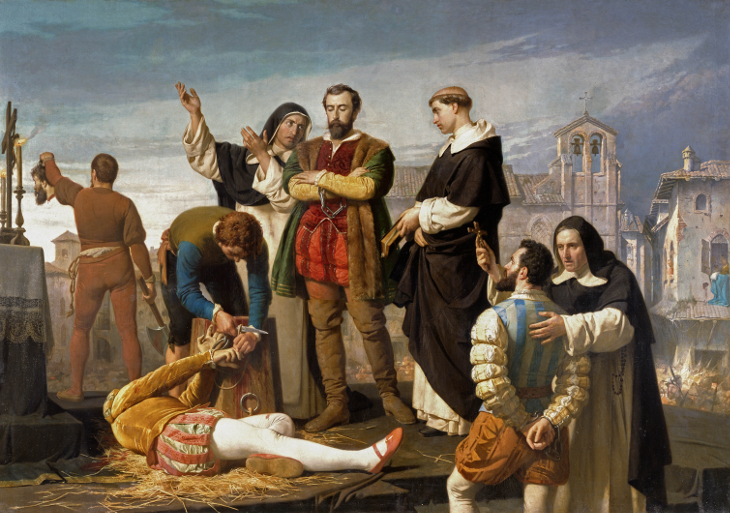
Els comuners de Castella

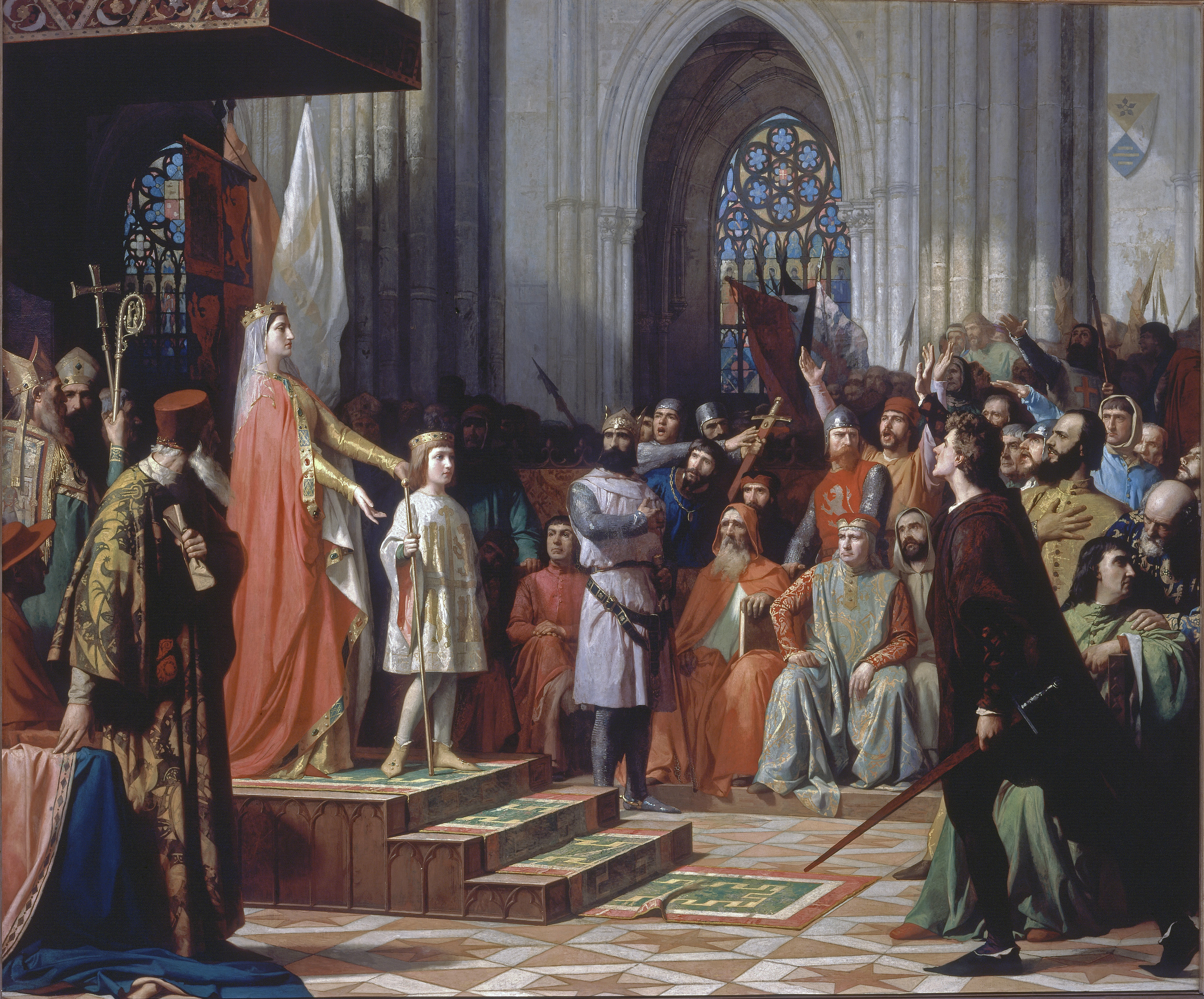
María de Molina presenta el seu fill Ferran IV a les Corts de Castella a Valladolid a l'any 1295. Obra d’Antoni Gisbert i Pérez, pintura de 1863

- Els comuners de Castella, amb la que aconseguix la primera medalla de l'Exposició Nacional de 1860. En esta obra revela les seues qualitats figuratives i expressives, acusant un cert efectisme.
- L'afusellament de Torrijos i els seus companys en la platja de Màlaga[3] (1888, en el Museo del Prado). És la seua obra més coneguda, de composició sòbria.[4]
- El retrat del senyor Salustiano Olózaga (Palau de les Corts, Madrid, 1867)
- El rei Amadeu davant del cadàver de Prim
- Partida de Colom
- El jurament de Ferran IV
- Bacant[5]
- Venus eixint de la bromera del mar[5]
- Paolo i Francesca[5]
- Els últims moments del príncep Don Carles, medalla d'or a l'Exposició Nacional de Belles Arts 1858
- La senyora Maria de Molina presentant al seu fill en la Corts de Valladolid
- El desembarcament dels Puritans a Amèrica, medalla d'or a l'Exposició Nacional de Belles Arts 1868
- Les esposalles de Francesc I amb la Infanta Na Leonor, germana de Carles V
- El Minuet.[3] Obra pòstuma